# Panayótis Kouroumblís
Panayótis Kouroumblís (grec moderne : Παναγιώτης Κουρουμπλής), né le 2 octobre 1951 à Matsouki en Étolie-Acarnanie, est un avocat et homme politique grec, membre du parti SYRIZA.

## Biographie

### Engagement politique
Entre le 27 janvier et le 27 août 2015, il est nommé ministre de la Santé et de la Sécurité sociale dans le gouvernement Tsípras I. Entre le 23 septembre 2015 et le 9 juillet 2019, il est ministre de l'Intérieur puis ministre de la Marine marchande du gouvernement Tsípras II.
Il est aveugle.